# Stefan Persson (Unternehmer)

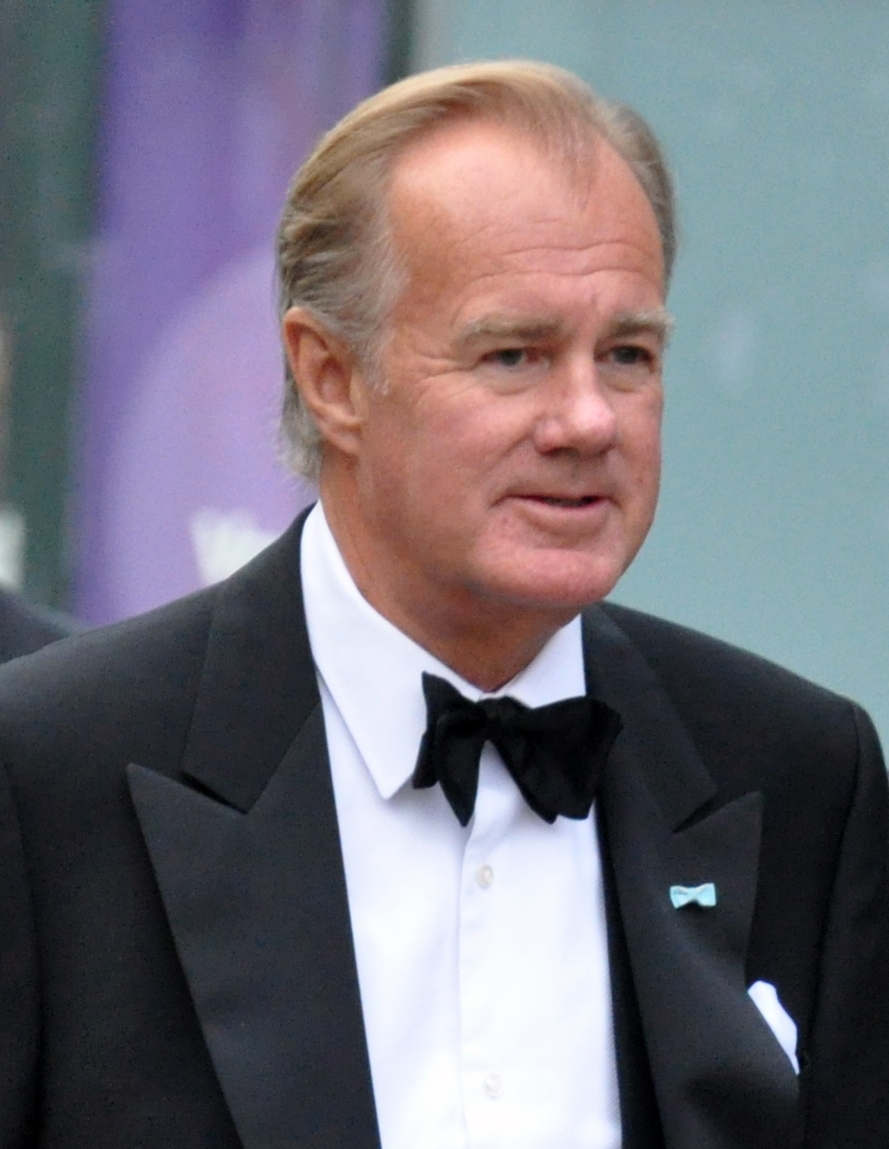
Stefan Persson (2010)

Stefan Persson (* 4. Oktober 1947 in Stockholm, Schweden) ist ein schwedischer Unternehmer und Milliardär. Er hält rund ein Drittel an dem Modekonzern H&M.

## Leben
Stefan Persson ist Sohn von Erling Persson, der 1947 das Textilunternehmen Hennes & Mauritz in Stockholm gründete. Er wuchs in wohlhabenden Verhältnissen auf und studierte nach der Schule zunächst Kunstgeschichte. Danach trat er in das Unternehmen seines Vaters ein und bekleidete dort verschiedene Positionen. Zwischen 1982 und 1997 war er Generaldirektor, seit 1998 fungiert er als Aufsichtsratsvorsitzender von H & M. Gleichzeitig hält er 31 Prozent der Anteile des Unternehmens.

## Vermögen
Mit einem geschätzten Vermögen von 28 Milliarden US-Dollar ist Persson der reichste Schwede der Gegenwart.
Auf der Liste der reichsten Menschen der Welt, die jährlich vom Magazin Forbes veröffentlicht wird, nahm Persson im Jahr 2012 Platz 8 ein (2011: Platz 13 mit 24,5 Milliarden US-Dollar; 2013: Platz 12 mit 28 Milliarden US-Dollar). Persson ist verheiratet, hat drei Kinder und lebt in Stockholm.